# Tesma
Tesma is een geslacht van vlinders van de familie spinneruilen (Erebidae), uit de onderfamilie Arctiinae.

## Soorten
- T. fractifascia (Hampson, 1918)
- T. melema (Kiriakoff, 1958)
- T. nigrapex (Strand, 1912)